# Lotta Karlge
Maria Annika Charlotta "Lotta" Karlge, född 4 juni 1970 i Leksbergs församling, är en svensk skådespelare.
Hon är släkting till skådespelaren Meliz Karlge.
Hon är sedan 1 mars 2018 registrerad fastighetsmäklare och har arbetat som köpmäklare på Skandiamäklarna i Fuengirola i Spanien. Från och med februari 2022 är hon mäklare hos Mäklarhuset Västra Götalands län.

## Filmografi
- 1997 – Hemma hos Olssons (TV-serie)
- 1999 – Eva & Adam (TV-serie)
- 1999 – Happy End
- 1999 – Julens hjältar
- 2000 – Bastarderna i Paradiset
- 2000–2001 – Rederiet (TV-serie)
- 2002 – Smådeckarna
- 2002 – Spung (TV-serie)
- 2002 – Vera med flera
- 2003 – De drabbade (TV-serie)
- 2005 – Percy, Buffalo Bill och jag
- 2006 – Den som viskar (TV-serie)
- 2006 – Kronprinsessan (TV-serie)
- 2007 – Alva
- 2007 – Ciao Bella
- 2007 – Isprinsessan
- 2007 – Predikanten
- 2008 – Höök (TV-serie)
- 2009 – 183 dagar (TV-serie)
- 2009 – Alba och Adam
- 2009 – Stenhuggaren
- 2010 – Dubbelliv (TV-serie)
- 2010 – Olycksfågeln
- 2014 – Pojken med guldbyxorna